# 소포차니 수도원
소포차니 수도원(세르비아어: Сопоћани) (발음 [sǒpotɕani])은 세르비아의 스테판 우로시 1세의 기증으로 지어진 건물로서, 13세기 중엽, 중세시대의 세르비아에 중심 지역인 라스 지방에 흐르는 라슈카 강의 수원 근처에 세워졌다. 1979년에 스타리라스와 함께 유네스코 세계유산으로 등록되었다.

## 역사
이 수도원은 삼위일체에게 봉헌되었고 1265년에 내부 장식을 완성하였다. 1263년에 세르비아 정교회의 수장이 되는 사바 2세 대주교는 이 제단에 있는 지역의 대주교들의 행진을 벌이기도 하였다. 소포차니의 프레스코는 그 당시의 세르비아 중세 예술에서 가장 아름답다고 일부 전문가들에게 여겨진다. 신랑의 서쪽에 있는 벽은 성모 안식 프레스코로 유명하다. 16세기에 수도사들은 오스만 투르크의 위협 때문에 수도원을 잠깐 떠났었다. 오스만 투르크의 침략이 한창이던 1689년에 투르크군들이 수도원에 불을 붙였다. 한 형제가 일부 중요한 성물들을 그곳에서 구해내 코소보로 보냈지만, 수도원이 불타버린지 200년이 지난 20세기까지 성물들은 돌아오지 못하였다. 수도원은 서서히 망가져갔고, 지하 납골당은 파묻히고, 돔이 무너져 내렸으며, 건물 주위의 잔해들은 돌무더기와 흙들로 뎦혀버렸다.
마침내 20세기가 되어서야 수도원은 재건되었다.
소포차니는 1979년에 특별 보호 문화 유산으로 지정되어, 세르비아 공화국의 보호를 받고 있다.

## 매장된 사람들
- 세르비아의 스테판 우로시 1세
- 앙주의 헬렌
- 요아니키예 1세

## 같이 보기
- 네마니치 왕조